# Сплиттер, Тьяго
Тьяго Сплиттер Беимс (порт. Tiago Splitter Beims; род. 1 января 1985 года в Блуменау, Бразилия) — бразильский профессиональный баскетболист; тренер.

## Профессиональная карьера

### Бразилия и Испания (1999—2010)
Сплиттер начал свою профессиональную карьеру в 1999 году. В 2000 году он начал играть в высшей лиге Испании, Liga ACB. В 2004 году Сплиттер стал натурализованным гражданином Испании. В 2006 и 2007 годах Сплиттер был признан MVP суперкубка Испании. Он также был включен в Первую сборную Евролиги сезона 2007/08, после того как помог «Басконии» выйти в Финал четырех Евролиги 2008 года. На следующий год Сплиттер вышел в плей-офф Евролиги сезона 2008/09, но не сумел вновь стать участником «Финала четырех» Евролиги. Тем не менее, его выступления принесли ему место во второй сборной Евролиги 2008/09. В 2010 году Сплиттер был признан MVP испанской лиги.
Ожидалось, что Сплиттер заявится на драфт НБА 2006 года, но поскольку дорогостоящий выкуп его контракта не позволил командам НБА с высокими коэффициентами задрафтовать его, он остался в испанской лиге ACB на этот сезон. Сплиттер автоматически попал на драфт НБА 2007 года, так как на момент драфта ему было не менее 22 лет. Он был выбран командой «Сан-Антонио Сперс» в первом раунде драфта под 28-м общим номером.
28 мая 2008 года ESPN Brasil сообщил, что Сплиттер переподписал контракт с «Басконией» на два года, по которому он останется в испанской лиге ACB до сезона НБА 2009/10. Контракт позволял бразильцу зарабатывать в 8 раз больше, чем по шкале зарплат новичков НБА он мог бы заработать в «Сан-Антонио Сперс». 7 июня 2008 года газета San Antonio Express-News сообщила, что генеральный менеджер «Сперс» Ар Си Бьюфорд заявил, что Сплиттер сообщил команде, что он не приедет в Сан-Антонио на сезон НБА 2008/09.
Вместо этого Сплиттер подписал контракт с «Басконией», по которому он будет выступать в испанской лиге ACB до 2010 года. 9 июля 2010 года было объявлено, что Тьяго подписан «Сан-Антонио Спёрс» и присоединится к клубу в сезоне 2010/2011.

### Сан-Антонио Сперс (2010—2015)

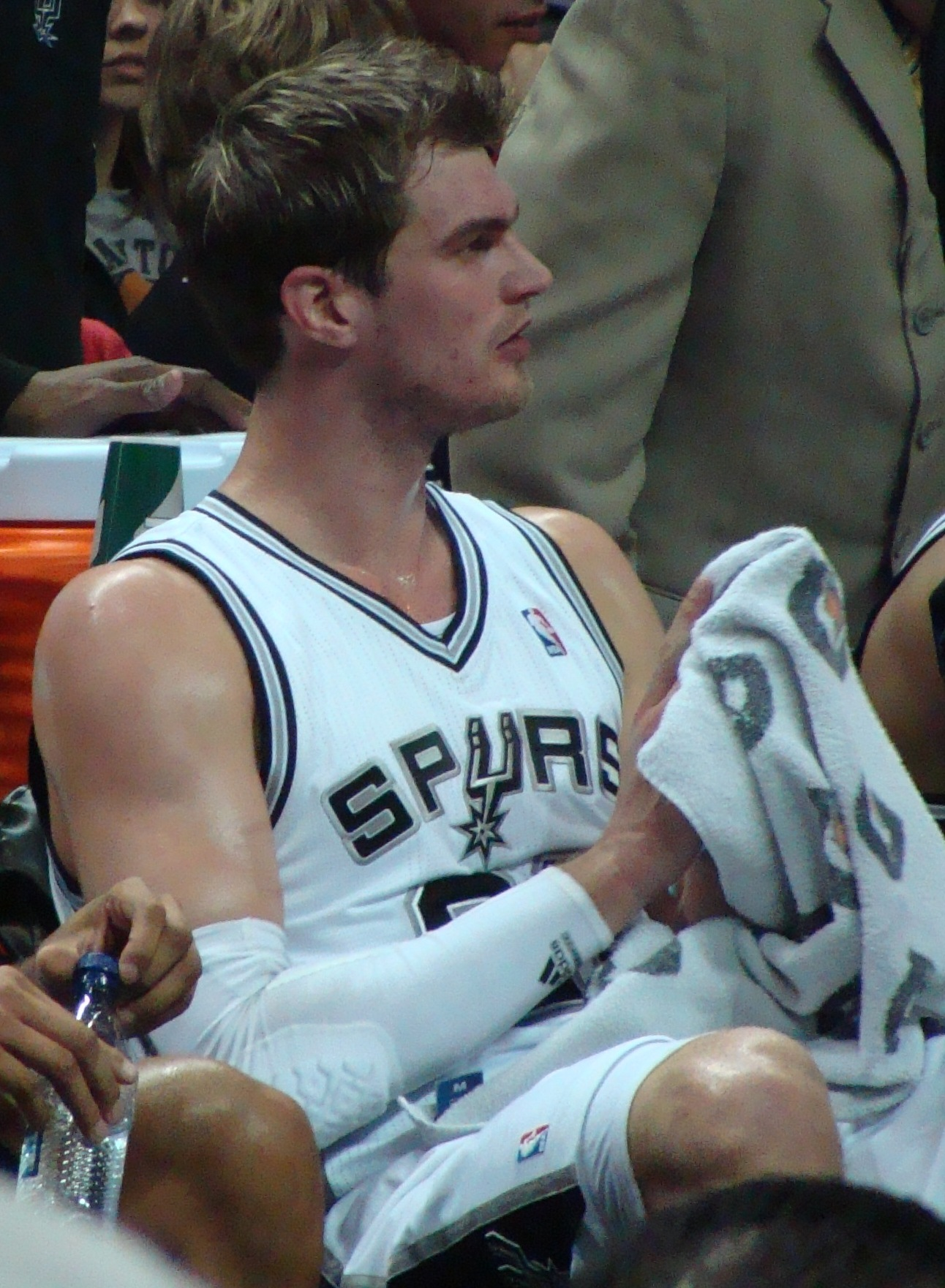
Сплиттер в 2012 году

12 июля 2010 года Тьяго подписал контракт с «Сан-Антонио Спёрс». Сумма сделки составила 11 млн долларов, контракт рассчитан на 3 года. 19 марта 2011 года в игре против «Шарлотт Бобкэтс» впервые в карьере в НБА вышел в стартовом составе, вместо травмированного Тима Данкана.
17 февраля 2012 года Сплиттер и его товарищ по команде Кауай Леонард были выбраны для участия в матче новичков НБА. 17 февраля стало известно, что Тьяго и Кауай будут играть в «команде Чака». Однако, Сплиттер был вынужден пропустить матч из-за травмы, и его заменили на Деррика Фейворса.
29 мая 2012 года во второй игре финала Западной конференции главный тренер «Оклахома-Сити Тандер» Скотт Брукс попытался замедлить нападение «Сан-Антонио», постоянно фоля на Сплиттере и отправляя его на линию штрафных бросков с помощью стратегии «Хак-а-Шак».
Свой самый результативный сезон в составе «Сперс» Сплиттер провел в сезоне НБА 2012/13, набирая в среднем 10,3 очка и 6,4 подбора за игру, играя во всех матчах регулярного чемпионата, кроме последнего. Он начал в старте в 58 матчах, а «Сперс» заняли второе место на Западе, уступив «Оклахома-Сити Тандер». В 2013 году «Шпоры» вышли в финал НБА, но проиграли «Майами Хит» в семи матчах, так как «Майами» выиграли свой второй подряд чемпионат НБА.
13 июля 2013 года он переподписал контракт со «Шпорами». В июне 2014 в составе «Спёрс» стал чемпионом НБА.
Пропустив 20 из первых 21 игр сезона 2014/15 из-за травмы спины, Сплиттер играл до конца сезона, пока не пропустил последние шесть игр регулярного чемпионата из-за травмы икры. Он вернулся в плей-офф, но «Сперс» были выбиты в первом раунде «Лос-Анджелес Клипперс» в семи матчах.

### Атланта Хокс (2015—2017)
9 июля 2015 года Сплиттер был обменян в «Атланту Хокс» на права на драфт Георгиоса Принтезиса и будущий выбор второго раунда драфта. 16 февраля 2016 года Сплиттер выбыл до конца сезона, решив сделать операцию по восстановлению правого бедра.
11 октября 2016 года Сплиттер выбыл на четыре недели из-за растяжения подколенного сухожилия 2 степени. 26 ноября он выбыл еще на шесть недель, после того как МРТ выявила растяжение правой икры 2 степени.

### Филадельфия Севенти Сиксерс (2017)
22 февраля 2017 года Сплиттер был обменян вместе с драфт-пиком второго раунда в «Филадельфию Севенти Сиксерс» на Эрсана Ильясову. 21 марта 2017 года он был направлен в «Делавэр Эйти Севенерс», филиал «Сиксерс» в Джи-Лиге. Через шесть дней он был отозван. 28 марта 2017 года он дебютировал за «Сиксерс», набрав два очка и три подбора за семь минут игрового времени в победе над «Бруклин Нетс» со счетом 106:101. Сплиттер, у которого была травма правой икры, вошел в игру в конце первой четверти и сыграл в своей первой игре с 31 января 2016 года, когда он был членом команды «Атланта Хокс», до того как перенес операцию на бедре. Он сыграл несколько игр с протезом бедра.

### Завершение карьеры
19 февраля 2018 года Сплиттер объявил о своем уходе из профессионального баскетбола из-за травмы бедра, которая мешала ему в конце карьеры.
На счету бразильца 355 матчей в НБА, в которых он набирал в среднем 7,9 очка и 5,0 подбора.
5 мая 2024 года «Баскония» вывела из обращения 21-й игровой номер Сплиттера.

## Тренерская карьера

### НБА
24 апреля 2018 года Сплиттер был принят на работу в «Бруклин Нетс» в качестве профессионального скаута с дополнительными обязанностями по развитию игроков на площадке. 23 сентября 2019 года он был повышен «Нетс» до тренера по развитию игроков. Он покинул «Нетс» в мае 2023 года.
В июле 2023 года Сплиттер был принят на работу в «Хьюстон Рокетс» в качестве помощника тренера.
7 июня 2025 года стало известно, что Сплиттер по окончании плей-офф чемпионата Франции присоединится к «Портленд Трейл Блэйзерс» в качестве помощника главного тренера. 

### Европа
16 июля 2024 года Сплиттер был назначен главным тренером французского клуба «Париж».
25 апреля 2025 года Тьяго Сплиттер был оштрафован Евролигой на 8 000 евро из-за задержки игры и длительной перепалки с судьями во время второго матча серии плей-офф против «Фенербахче» (72:89). 30 июня 2025 года «Париж» официально попрощался с Сплиттером.

### Национальная сборная
В 2021 году Сплиттер был назначен помощником тренера сборной Бразилии.
В 2022 году Сплиттер был главным тренером сборной Бразилии до 23 лет на турнире GLOBL Jam в Торонто (Канада), где команда завоевала золотую медаль.

## Статистика

### Статистика в НБА
| Сезон                                                                                    | Команда     | Регулярный сезон | Регулярный сезон | Регулярный сезон | Регулярный сезон | Регулярный сезон | Регулярный сезон | Регулярный сезон | Регулярный сезон | Регулярный сезон | Регулярный сезон | Регулярный сезон | Серия плей-офф | Серия плей-офф | Серия плей-офф | Серия плей-офф | Серия плей-офф | Серия плей-офф | Серия плей-офф | Серия плей-офф | Серия плей-офф | Серия плей-офф | Серия плей-офф |
| Сезон                                                                                    | Команда     | GP               | GS               | MPG              | FG%              | 3P%              | FT%              | RPG              | APG              | SPG              | BPG              | PPG              | GP             | GS             | MPG            | FG%            | 3P%            | FT%            | RPG            | APG            | SPG            | BPG            | PPG            |
| ---------------------------------------------------------------------------------------- | ----------- | ---------------- | ---------------- | ---------------- | ---------------- | ---------------- | ---------------- | ---------------- | ---------------- | ---------------- | ---------------- | ---------------- | -------------- | -------------- | -------------- | -------------- | -------------- | -------------- | -------------- | -------------- | -------------- | -------------- | -------------- |
| 2010/11                                                                                  | Сан-Антонио | 60               | 6                | 12,3             | 52,9             | 0,0              | 54,3             | 3,4              | 0,4              | 0,5              | 0,3              | 4,6              | 3              | 0              | 16,7           | 62,5           | -              | 0,0            | 4,7            | 0,3            | 1,0            | 0,3            | 6,7            |
| 2011/12                                                                                  | Сан-Антонио | 59               | 2                | 19,0             | 61,8             | -                | 69,1             | 5,2              | 1,1              | 0,4              | 0,8              | 9,3              | 13             | 0              | 12,9           | 63,8           | -              | 37,2           | 2,8            | 0,8            | 0,4            | 0,3            | 5,8            |
| 2012/13                                                                                  | Сан-Антонио | 81               | 58               | 24,7             | 56,0             | 0,0              | 73,0             | 6,4              | 1,6              | 0,8              | 0,8              | 10,3             | 19             | 15             | 20,4           | 53,6           | 0,0            | 78,8           | 3,1            | 1,2            | 0,8            | 0,7            | 6,1            |
| 2013/14                                                                                  | Сан-Антонио | 59               | 50               | 21,5             | 52,3             | 0,0              | 69,9             | 6,2              | 1,5              | 0,5              | 0,5              | 8,2              | 23             | 18             | 22,4           | 61,0           | 0,0            | 71,8           | 6,1            | 2,0            | 0,7            | 0,5            | 7,5            |
| 2014/15                                                                                  | Сан-Антонио | 52               | 35               | 19,8             | 55,8             | -                | 75,0             | 4,8              | 1,5              | 0,7              | 0,7              | 8,2              | 7              | 7              | 17,6           | 37,5           | -              | 31,6           | 4,4            | 1,3            | 0,6            | 0,1            | 3,4            |
| 2015/16                                                                                  | Атланта     | 36               | 2                | 16,1             | 52,3             | 0,0              | 81,3             | 3,3              | 0,8              | 0,6              | 0,3              | 5,6              | Не участвовал  | Не участвовал  | Не участвовал  | Не участвовал  | Не участвовал  | Не участвовал  | Не участвовал  | Не участвовал  | Не участвовал  | Не участвовал  | Не участвовал  |
| 2016/17                                                                                  | Филадельфия | 8                | 0                | 9,5              | 45,2             | 33,3             | 81,8             | 2,8              | 0,5              | 0,1              | 0,1              | 4,9              | Не участвовал  | Не участвовал  | Не участвовал  | Не участвовал  | Не участвовал  | Не участвовал  | Не участвовал  | Не участвовал  | Не участвовал  | Не участвовал  | Не участвовал  |
|                                                                                          | Всего       | 355              | 153              | 19,2             | 55,5             | 14,3             | 69,7             | 5,0              | 1,2              | 0,6              | 0,6              | 7,9              | 65             | 40             | 19,1           | 57,2           | 0,0            | 58,6           | 4,3            | 1,4            | 0,7            | 0,5            | 6,3            |
| Наведите курсор мыши на аббревиатуры в заголовке таблицы, чтобы прочесть их расшифровку. |             |                  |                  |                  |                  |                  |                  |                  |                  |                  |                  |                  |                |                |                |                |                |                |                |                |                |                |                |

### Статистика в Джи-Лиге
| Сезон                                                                                    | Команда               | Регулярный сезон | Регулярный сезон | Регулярный сезон | Регулярный сезон | Регулярный сезон | Регулярный сезон | Регулярный сезон | Регулярный сезон | Регулярный сезон | Регулярный сезон | Регулярный сезон | Серия плей-офф | Серия плей-офф | Серия плей-офф | Серия плей-офф | Серия плей-офф | Серия плей-офф | Серия плей-офф | Серия плей-офф | Серия плей-офф | Серия плей-офф | Серия плей-офф |
| Сезон                                                                                    | Команда               | GP               | GS               | MPG              | FG%              | 3P%              | FT%              | RPG              | APG              | SPG              | BPG              | PPG              | GP             | GS             | MPG            | FG%            | 3P%            | FT%            | RPG            | APG            | SPG            | BPG            | PPG            |
| ---------------------------------------------------------------------------------------- | --------------------- | ---------------- | ---------------- | ---------------- | ---------------- | ---------------- | ---------------- | ---------------- | ---------------- | ---------------- | ---------------- | ---------------- | -------------- | -------------- | -------------- | -------------- | -------------- | -------------- | -------------- | -------------- | -------------- | -------------- | -------------- |
| 2016/17                                                                                  | Делавэр Эйти Севенерс | 2                | 2                | 13,8             | 41,7             | -                | 60,0             | 5,5              | 1,0              | 0,5              | 0,5              | 6,5              | Не участвовал  | Не участвовал  | Не участвовал  | Не участвовал  | Не участвовал  | Не участвовал  | Не участвовал  | Не участвовал  | Не участвовал  | Не участвовал  | Не участвовал  |
|                                                                                          | Всего                 | 2                | 2                | 13,8             | 41,7             | -                | 60,0             | 5,5              | 1,0              | 0,5              | 0,5              | 6,5              | Не участвовал  | Не участвовал  | Не участвовал  | Не участвовал  | Не участвовал  | Не участвовал  | Не участвовал  | Не участвовал  | Не участвовал  | Не участвовал  | Не участвовал  |
| Наведите курсор мыши на аббревиатуры в заголовке таблицы, чтобы прочесть их расшифровку. |                       |                  |                  |                  |                  |                  |                  |                  |                  |                  |                  |                  |                |                |                |                |                |                |                |                |                |                |                |

### Статистика в других лигах
| Сезон | Команда              | Лига                 | GP  | GS  | MPG  | FG%  | 3P%  | FT%  | RPG | APG | SPG | BPG | PFL | TOV | PPG  |
| --- | -------------------- | -------------------- | --- | --- | ---- | ---- | ---- | ---- | --- | --- | --- | --- | --- | --- | ---- |
| 2003/04 | Все клубы            | Все лиги             | 34  | 6   | 10,9 | 55,3 | -    | 51,7 | 2,2 | 0,3 | 0,4 | 0,4 | 2,1 | 0,8 | 3,4  |
| 2003/04 | Баскония             | Чемпионат Испании    | 18  | 5   | 10,6 | 47,1 | -    | 46,2 | 2,0 | 0,3 | 0,3 | 0,4 | 2,1 | 0,7 | 2,8  |
| 2003/04 | Баскония             | Евролига             | 16  | 1   | 11,2 | 61,9 | -    | 63,2 | 2,4 | 0,3 | 0,4 | 0,3 | 2,1 | 0,9 | 4,0  |
| 2004/05 | Все клубы            | Все лиги             | 61  | 22  | 19,8 | 56,5 | 0,0  | 60,4 | 4,6 | 1,0 | 0,8 | 0,9 | 2,9 | 1,1 | 8,0  |
| 2004/05 | Баскония             | Чемпионат Испании    | 42  | 20  | 20,7 | 57,8 | 0,0  | 66,0 | 4,7 | 1,0 | 0,8 | 1,0 | 2,9 | 1,0 | 8,5  |
| 2004/05 | Баскония             | Евролига             | 19  | 2   | 17,8 | 53,3 | -    | 48,7 | 4,5 | 0,9 | 0,7 | 0,7 | 3,0 | 1,3 | 7,0  |
| 2005/06 | Все клубы            | Все лиги             | 63  | 36  | 22,3 | 62,4 | 50,0 | 58,9 | 4,8 | 0,7 | 1,0 | 0,7 | 3,0 | 1,3 | 9,9  |
| 2005/06 | Баскония             | Чемпионат Испании    | 39  | 25  | 22,8 | 63,9 | 50,0 | 62,0 | 5,0 | 0,8 | 0,9 | 0,8 | 3,2 | 1,3 | 10,2 |
| 2005/06 | Баскония             | Евролига             | 24  | 11  | 21,6 | 59,9 | -    | 54,7 | 4,6 | 0,6 | 1,3 | 0,5 | 2,8 | 1,3 | 9,5  |
| 2006/07 | Все клубы            | Все лиги             | 57  | 37  | 24,5 | 59,4 | 0,0  | 58,9 | 5,5 | 0,7 | 1,2 | 0,6 | 2,7 | 1,6 | 10,9 |
| 2006/07 | Баскония             | Чемпионат Испании    | 37  | 25  | 24,3 | 60,2 | 0,0  | 62,4 | 5,3 | 0,6 | 1,2 | 0,7 | 2,7 | 1,4 | 11,0 |
| 2006/07 | Баскония             | Евролига             | 20  | 12  | 24,7 | 58,0 | -    | 52,9 | 6,0 | 0,8 | 1,4 | 0,3 | 2,7 | 2,0 | 10,7 |
| 2007/08 | Все клубы            | Все лиги             | 66  | 47  | 24,8 | 63,4 | 20,0 | 64,7 | 5,1 | 1,3 | 1,1 | 0,7 | 3,4 | 1,7 | 13,9 |
| 2007/08 | Баскония             | Чемпионат Испании    | 41  | 34  | 26,1 | 64,4 | 50,0 | 64,8 | 5,2 | 1,4 | 1,1 | 0,7 | 3,4 | 1,8 | 13,8 |
| 2007/08 | Баскония             | Евролига             | 25  | 13  | 22,5 | 61,8 | 0,0  | 64,5 | 5,0 | 1,1 | 1,0 | 0,8 | 3,3 | 1,6 | 14,0 |
| 2008/09 | Все клубы            | Все лиги             | 52  | 43  | 27,3 | 63,1 | 0,0  | 65,9 | 6,2 | 2,0 | 1,1 | 0,7 | 3,3 | 1,8 | 14,4 |
| 2008/09 | Баскония             | Чемпионат Испании    | 35  | 31  | 28,5 | 62,0 | 0,0  | 68,5 | 6,6 | 2,1 | 1,3 | 0,2 | 3,4 | 1,6 | 14,7 |
| 2008/09 | Баскония             | Евролига             | 17  | 12  | 24,7 | 65,5 | 0,0  | 60,2 | 5,4 | 1,6 | 0,6 | 1,6 | 3,1 | 2,1 | 14,0 |
| 2009/10 | Все клубы            | Все лиги             | 55  | 50  | 28,5 | 56,9 | 16,7 | 72,1 | 6,5 | 2,1 | 1,1 | 0,3 | 2,7 | 2,0 | 14,6 |
| 2009/10 | Баскония             | Чемпионат Испании    | 39  | 36  | 29,3 | 58,2 | 20,0 | 75,9 | 7,0 | 2,2 | 1,2 | 0,3 | 2,8 | 2,2 | 15,3 |
| 2009/10 | Баскония             | Евролига             | 16  | 14  | 26,7 | 53,5 | 0,0  | 63,6 | 5,4 | 1,8 | 0,8 | 0,5 | 2,7 | 1,4 | 13,0 |
| 2011/12 | Все клубы            | Все лиги             | 6   | 4   | 27,8 | 53,8 | 0,0  | 56,3 | 8,5 | 1,5 | 1,0 | 0,5 | 1,8 | 2,2 | 14,7 |
| 2011/12 | Валенсия             | Чемпионат Испании    | 3   | 2   | 29,2 | 54,5 | -    | 76,9 | 9,3 | 2,0 | 1,3 | 0,3 | 1,0 | 2,3 | 15,3 |
| 2011/12 | Валенсия             | Кубок Европы         | 3   | 2   | 26,3 | 53,1 | 0,0  | 42,1 | 7,7 | 1,0 | 0,7 | 0,7 | 2,7 | 2,0 | 14,0 |
| Всего | Всего                | Всего                | 394 | 245 | 23,3 | 60,2 | 13,6 | 63,2 | 5,2 | 1,2 | 1,0 | 0,6 | 2,9 | 1,5 | 11,2 |
| В Евролиге | В Евролиге           | В Евролиге           | 137 | 65  | 21,5 | 59,3 | 0,0  | 58,2 | 4,8 | 1,0 | 0,9 | 0,7 | 2,8 | 1,5 | 10,5 |
| В чемпионате Испании | В чемпионате Испании | В чемпионате Испании | 254 | 178 | 24,2 | 60,7 | 18,8 | 66,3 | 5,4 | 1,3 | 1,0 | 0,6 | 3,0 | 1,5 | 11,5 |
| Наведите курсор мыши на аббревиатуры в заголовке таблицы, чтобы прочесть их расшифровку Статистика приведена с сайта basketball.realgm.com |                      |                      |     |     |      |      |      |      |     |     |     |     |     |     |      |